# مايك بيكوك
مايك بيكوك (بالإنجليزية: Mike Peacock)‏ (1940 - ) هو لاعب كرة قدم بريطاني في مركز حراسة المرمى. لعب مع Shildon A.F.C. ‏ ودارلينجتون إف سى.